# John Lurie
John Lurie (* 14. prosince 1952 Minneapolis, Minnesota, USA) je americký herec, malíř, saxofonista, režisér, hudební a filmový producent.

## Život a kariéra
Narodil se v Minneapolisu ve státě Minnesota a vyrůstal v Massachusetts. Je starším bratrem hudebníka Evana Lurieho. Na střední škole hrál basketbal a hrál rovněž na foukací harmoniku. Později přešel ke kytaře a nakonec k saxofonu. Následně odcestoval do Kalifornie a roku 1974 se usadil v New Yorku. V roce 1978 založil spolu se svým bratrem kapelu The Lounge Lizards (bratři byli jedinými členy, kteří v kapele působili po celou dobu její existence; rozpadla se v roce 1998).
V osmdesátých letech spolupracoval s režisérem Jimem Jarmuschem. Roku 1980 měl malou roli ve filmu Trvalá dovolená (rovněž je autorem hudby). Následně složil hudbu a hrál v jeho filmu Podivnější než ráj (1984), stejně jako v Mimo zákon (1986). Dále složil hudbu k jeho filmu Tajuplný vlak (1989). Dále složil hudbu k filmům jiných režisérů, například Vztek (1995), Manny & Lo (1996) a Věznice (2000). Jako herec se dále představil ve snímcích Poslední pokušení Krista (1998), Zběsilost v srdci (1990) a Lovci mozků (1998). V roce 1991 měl vlastní televizní pořad Fishing with John.
Od roku 2000 trpí chronickou lymskou boreliózou. Následně se přestal věnovat hudbě a věnoval se pouze výtvarné činnosti. V září 2014 jednorázově vystoupil jako hudebník.